# Upáli
Upáli (v sanskrtu उपालि - upāli) byl buddhistický mnich, učedník Gautamy Buddhy. Původně vykonával funkci holiče a kadeřníka u rodu Šákjů, ale později byl přijat mezi Buddhovy žáky. Těšil se zde výsadního postavení, jelikož byl přijat dříve než ostatní. Podle tradice to byl jedině Upáli, který dokonale znal řádová pravidla a během prvního buddhistického koncilu je všechny odříkal a odpovídal na veškeré dotazy mnichů, zejména Mahákášjapy. Jeho promluvy poté utvořily vinajapitaku, jednu ze tří částí Tipitaky.